# Edina Alves Batista
Edina Alves Batista (Goioerê, Paraná; 10 de gener de 1980) és una àrbitra de futbol i professora d'educació física brasilera.
Pertany al quadre d'àrbitres de la Federació Paulista de Futbol (FPF), la Confederació Brasilera de Futbol (CBF), la Confederació Sud-americana de Futbol (CONMEBOL) i la Federació Internacional de Futbol (FIFA). És l'àrbitra amb més participacions en el Campionat brasiler.

## Carrera
Filla d'un camioner i una mestressa de casa. De jove, va jugar a basquetbol, en la posició d'escorta, i va començar a fer el curs d'arbitratge a finals de 1999. En aquella època, compatibilitzava l'arbitratge de futbol amateur i la feina en un viver. Després de formar-se en Educació física, el 2001, va passar a treballar en la Lliga de Futbol del Paranà, en funcions de secretària.
El 2013 va participar en partits de la sèrie B del Campionat Brasiler masculí, incloent el partit que va donar-li el títol al Palmeiras. Va passar a formar part del quadre d'arbitres de la FIFA el 2016. Va arbitrar en dos partits l'abril de 2018, en la Copa Amèrica Femenina de 2018. En 2019, va xiular un matx de la Sèrie A del Brasileirão, després de gairebé 14 anys des de l'última vegada que això havia passat, seguint el camí obert per Silvia Regina de Oliveira.
Va dirigir quatre partits en la Copa del Món Femenina de la FIFA de 2019, incloent la semifinal entre Anglaterra i els Estats Units. Va conformar l'equip de col·legiats del Mundial de Clubs de 2021, i es va convertir en la primera dona a ser àrbitra d'un partit masculí professional organitzat per la FIFA, el Al Duhail - Ulsan Hyundai FC. Encara aquell any, va dirigir dos partits del torneig olímpic femení de Tòquio 2020. Les brasileres Edina Alves i Neuza Back van arbitrar el partit entre Defensa y Justicia i Independiente del Valle, el primer de la història de la Copa Libertadores d'Amèrica a tenir només dones en l'equip arbitral. El mateix any, es convertiria en àrbitra amb més jocs en la història de la Sèrie A.
Va esdevenir la primera dona en xiular la final del Campionat Paulista, concretament el partit d'anada de l'edició de 2023, amb resultat Água Santa 2-1 Palmeiras. També va participar en la Copa del Món de Futbol Femení de 2023, ocorreguda a Nova Zelanda i Austràlia. Edina va dirigir l'estrena de les australianes, que va derrotar Irlanda per 1 a 0. La semifinal entre Espanya i Suècia, va ser el seu 8è partit en la Copa del Món, trencant el rècord brasiler que tenia el gaúcho Carlos Eugênio Simon, que en va dirigir 7 entre 2002 i 2010.